# Tadeusz Michał Zakrzewski
Tadeusz Michał Zakrzewski herbu Pomian (ur. 17 grudnia 1877 w Krakowie, zm. 12 sierpnia 1927 tamże) – polski adwokat.

## Życiorys
Syn historyka Wincentego Zakrzewskiego i Anny Orzechowskiej. Maturę otrzymał w III cesarskim i królewskim Gimnazjum, obecnie znanym jako II LO im. Króla Jana III Sobieskiego. Po jednorocznej służbie wojskowej w cesarskiej i królewskiej Armii został studentem prawa w 1896, doktoryzował się w 1901 (promotor Michał Bobrzyński), został kandydatem adwokackim i od 1907 roku adwokatem. Na stopień podporucznika został mianowany ze starszeństwem z 1 stycznia 1898 w korpusie oficerów rezerwy piechoty. Posiadał przydział w rezerwie do Galicyjskiego Pułku Piechoty Nr 10 w Jarosławiu. W 1905 został przeniesiony do cesarsko-królewskiej Obrony Krajowej i przydzielony do krakowskiego 16 Pułku Piechoty Obrony Krajowej.
W tym czasie aktywnie uczestniczył w życiu artystycznym Krakowa będąc, jak pisze Boy, jednym z obecnych przy narodzinach kabaretu Zielony Balonik. W kabarecie tym aktywnie występował śpiewając (bardzo fałszywie jak wspomina Boy) własne piosenki, czasem żartobliwe, czasem będące ostrą satyrą na rządy stańczyków w ówczesnym Krakowie. Te same wspomnienia szczegółowo opisują jak występ kabaretowy Zakrzewskiego ośmieszył ideę wymalowania przez Jana Stykę panoramy we wnętrzu krakowskiego Barbakanu. W tym czasie poślubił Jadwigę Baraniecką, córkę profesora matematyki UJ Mariana Baranieckiego, z którą miał synów Jana Gastona i Witolda.
W czasie I wojny światowej, pełnił służbę frontową w szeregach, a następnie w charakterze audytora. Zasłużył się podczas procesu w Kurtz na Węgrzech pracując nad uwolnieniem legionistów oskarżonych o zdradę stanu i internowanych w obozie Marmaros Siget.
W Wojsku Polskim został zweryfikowany w stopniu kapitana ze starszeństwem z dniem 1 czerwca 1919 roku i wysoką 26. lokatą w korpusie oficerów rezerwowych piechoty. W 1923 roku posiadał przydział mobilizacyjny do 20 pułku piechoty w Krakowie.
Do przedwczesnej śmierci prowadził kancelarię adwokacką w Krakowie.
Pochowany został na cmentarzu Rakowickim w Krakowie, w grobowcu rodzinnym, w pasie 46.

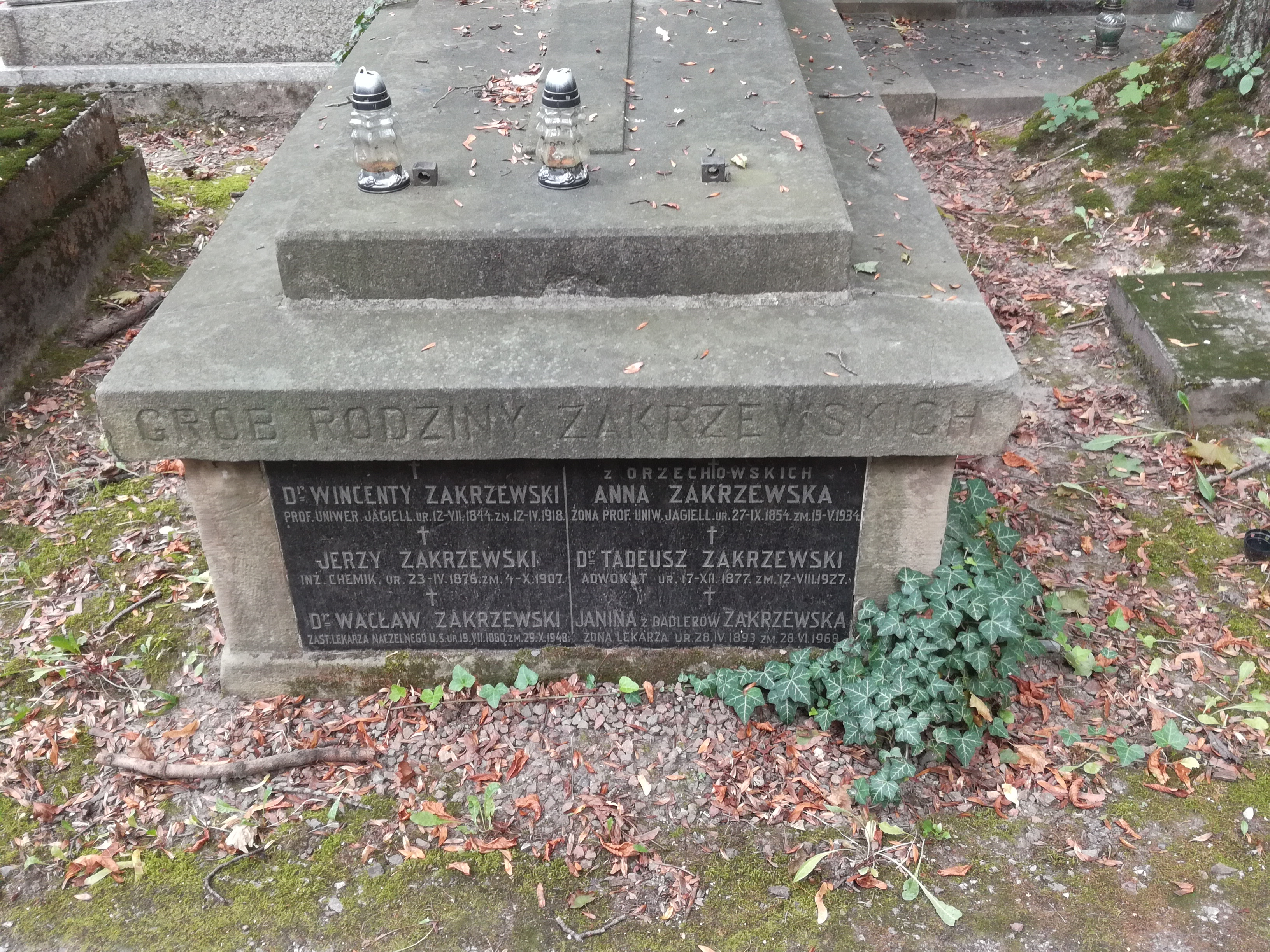
Grób prof. Wincentego i Tadeusza Zakrzewskiego na cmentarzu Rakowickim